# Schouten (wyspa)
Schouten – wyspa położona u wybrzeży Tasmanii na Morzu Tasmana oddalona 1,6 km na południe od Półwyspu Freycineta. Powierzchnia wyspy wynosi 28 km², w całości leży na terenie Parku Narodowego Freycineta.